# Володислав (русский князь)
Володисла́в  — русский князь, родственник Игоря Рюриковича. Известен по упоминанию в Русско-византийском договоре 944 года. 

## Сведения
Фигурирует в списке лиц «от рода русского», направивших своих послов в Царьград. Его посол, по имени Улеб, упоминается пятым, сразу после послов самого Игоря и ближайших игоревых родственников: Святослава (сын), Ольги (жена) и Игоря (племянник и тёзка). О принадлежности Володислава к княжескому роду прямо не говорится, но такой вывод вероятен, поскольку далее в списке (на одиннадцатом месте) стоит ещё один племянник Игоря — Акун. Обобщённо эта категория лиц обозначена в договоре термином «всякое княжьё». В Повести временных лет и Новгородской I летописи Володислав не упомянут. В этом нет ничего удивительного, так как все летописные известия по генеалогии первых Рюриковичей отличаются туманностью и фрагментарностью.

Мы — от рода русского послы и купцы, Ивор, посол Игоря, великого князя русского, и общие послы: Вуефаст от Святослава, сына Игоря, Искусеви от княгини Ольги, Слуды от Игоря, племянник Игорев, Улеб от Володислава, Каницар от Предславы, Шихберн Сфандр от жены Улеба, Прастен Туродов, Либиар Фастов, Грим Сфирьков, Прастен Акун, племянник Игорев, [...], посланные от Игоря, великого князя русского, и от всех князей, и от всех людей Русской земли.
Оригинальный текст (древнерусск.)мы ѿ рода Рускаго слы и гостьє Иворъ солъ Игорєвъ великаго кнѧзѧ Рускаго и ѡбьчии сли Вуєфастъ Ст҃ославль сн҃а Игорева . Искусєви Ѡлгы кнѧгынѧ . Слуды Игорєвъ . нєтии Игорєвъ . Оулѣбъ Володиславль . Каницаръ Перъславинъ . Шигобернъ . Сфандръ . жены Оулѣбовы . Прастенъ . Турдуви . Либи . Арьфастов . Гримъ Сфирковъ . Прастѣнъ . Ӕкунъ . нетии Игоревъ [...] послании ѿ Игорѧ . великого кнѧзѧ Рускаго . и ѿ всеӕ кнѧжьӕ . и ѿ всѣх людии Рус̑коє земли.

## Историография
Среди современных исследователей (Х. Ловмянский, А. В. Назаренко, А. А. Горский, Е. В. Пчелов и др.) преобладает взгляд, согласно которому Володислав был членом правящей династии, но степень его родства не может быть однозначно определена. По мнению  М. Д. Присёлкова, лица в данной части списка представляют семьи племянников Игоря Рюриковича, соответственно Володислав и Предслава были детьми первого «Игорева племянника» Игоря .
Выдвигались и другие гипотезы о родстве Володислава и Игоря. По одной версии Володислав мог быть другим сыном Игоря Рюриковича и братом Святослава. Такое мнение встречается в справочной литературе, а впервые его высказал ещё В. Н. Татищев. В отличие от других лиц из списка Татищев не привёл о Володиславе никаких дополнительных уникальных известий, если не считать того, что во второй редакции своего труда он внёс изменение в текст договора и изобразил Володислава послом Улеба. Недавно С. В. Белецкий попытался вернуться к этой версии, указав на то, что похожее чтение имеется в списке договора по Львовской летописи (оба имени стоят там в именительном падеже) и, следовательно, текст Татищева может являться первичным. Однако писавший позднее А. П. Толочко опроверг это предположение. Другую версию высказал Ю. В. Коновалов: пытаясь объяснить наблюдаемую в летописи искусственность в хронологии правлений Игоря и Святослава, он предположил, что Володислав мог быть мужем Ольги и отцом Святослава.
В советской историографии была популярна точка зрения, согласно которой отправители послов не относились к династии Рюриковичей, а были местными князьями или наместниками, находящимися на службе у киевского князя. Например, Б. Д. Греков считал Володислава славянским боярином, В. Т. Пашуто — правителем земель, пограничных с Польшей, Р. Г. Скрынников — князем лендзян. В новейшей литературе против безоговорочного отнесения всех послов к княжескому роду возражает П. С. Стефанович. Он указывает, что греческий термин αρχοντε («архонты»), который стоял в оригинале договора, в русском тексте переводится двояко, иногда как «князья», иногда как «бояре».